# Pavel Posád
Pavel Posád (ur. 28 czerwca 1953 w Budkovie) – czeski duchowny rzymskokatolicki, biskup pomocniczy czeskobudziejowicki od 2008.

## Życiorys
Ukończył szkołę podstawową w Budkovie, a gimnazjum w Moravskich Budějovicach. W 1972 rozpoczął studia na Wydziale Teologicznym w Litomierzycach. 26 czerwca 1977 przyjął święcenia kapłańskie. Został wikarym w Pozořicach, a później w Brnie Židenicach i w Lomnici u Tišnova. Od 1980 był proboszczem w Ratíškovicach. Po dwóch latach na żądanie władz państwowych został przeniesiony do pogranicznej parafii Drnholec. W 1989 został administratorem w Třešti.
Po upadku komunizmu został proboszczem kościoła św. Tomasza w Brnie. Po trzech latach został przeniesiony do pracy w seminarium arcybiskupim w Ołomuńcu.
24 grudnia 2003 został mianowany biskupem litomierzyckim. Święcenia biskupie przyjął 28 lutego 2004.
6 listopada 2004 papież mianował administratora apostolskiego diecezji litomierzyckiej w osobie biskupa kralowohradeckiego Dominika Duki.
26 stycznia 2008 Pavel Posád został mianowany biskupem pomocniczym diecezji czeskobudziejowickiej ze stolicą tytularną Poetovium.